# Hidalgo
Hidalgo – stan położony w środkowym Meksyku. Graniczy ze stanami Tlaxcala, México, Querétaro, San Luis Potosí, Veracruz oraz Pueblą. Stolicą stanu jest miasto Pachuca. Nazwa stanu pochodzi od przywódcy walk o niepodległość Meksyku – księdza Miguela Hidalgo y Costilli.

## Podział administracyjny
Hidalgo dzieli się na 84 gminy (hiszp. municipios).

## Historia
Ślady obecności człowieka na tym terenie sięgają co najmniej 7 tys. lat p.n.e. Pozostałości po kulturze Teotihuacán (150 p.n.e.–750 n.e.) są porozrzucane po całym regionie. Plemię Mixcóatl osiedliło się tutaj ok. 900 r. n.e. W 977 r. n.e. do władzy doszedł wódz Tolteków, znany jako Topiltzin (funkcjonował też pod imieniem Quetzalcóatl). Promował on rozwój budownictwa i sztuki i zakazał składania ofiar z ludzi. Został on obalony, w wyniku czego musiał uchodzić na północ. Według legend to on właśnie miał przyczynić się do powstania imperium Azteków. Natomiast Toltekowie musieli wycofać się z tego obszaru, co było spowodowane przybyciem w ten rejon innych, wojowniczych plemion. Opuścili oni m.in. ośrodek w Tuli w 1156 r. Sami Aztekowie przechodzili w swojej wędrówce przez terytorium stanu Hidalgo zanim założyli stolicę w Tenochtitlánie. Wraz ze wzrostem potęgi Azteków Hidalgo zostało podporządkowane ich władzy, choć niektóre części regionu pozostały niezależne.
Z powodu swojego położenia w centrum Doliny Meksykańskiej, Hidalgo stało się ważną częścią imperium azteckiego. Miasto leżało przy ważnej drodze prowadzącej od wybrzeży Zatoki Meksykańskiej do Tenochtitlánu. Ze względu na swe strategiczne położenie Hidalgo często było obiektem ataków najeźdźców, którzy próbowali uzyskać kontrolę nad środkowym Meksykiem. Od czasów imperium azteckiego, aż do rewolucji meksykańskiej w 1910 r. teren ten był areną wielu starć.
Maszerujące na Tenochtitlán oddziały hiszpański konkwistadora, Hernána Cortésa, przechodził przez Hidalgo w 1519 r. Osadnictwo hiszpańskie w tym terenie przybrało na znaczeniu w połowie XVI w. Kolonizatorzy zajmowali się głównie uprawą roli i hodowlą bydła. Franciszkanie zakładali tu swoje misje, które były nastawione na działalność religijną wśród Indian. Także w XVI w. powstają tu pierwsze kopalnie srebra. Górnictwo przyczyniło się też do rozwoju pierwszych form działalności związkowej górników. Już w XVIII w. górnicy stworzyli organizację, której celem było wymuszenie podwyżek płac i lepszych warunków płacy.
Ruch niepodległościowy przybrał duże rozmiary w tym rejonie. Dwóch księży lojalnych wobec Miguela Hidalgo zorganizowało armię liczącą ponad 6 tys. ludzi. Dodatkowe niepokoje w tym regionie zostały wywołane przez Indian. Ostatecznie Hiszpanie zostali pokonani, ale samo Hidalgo tak samo zresztą jak pozostałe rejony kraju cechowało się dużą niestabilnością po odzyskaniu niezależności politycznej przez Meksyk w 1821 r. W czasie wojny amerykańsko-meksykańskiej (1846–1848) region był okupowany przez armię amerykańską. W 1869 r. terytorium Hidalgo wydzielone zostało z pn. części stanu Mexico, uzyskało status stanu i stało się pełnoprawnym członkiem federacji.
W czasie dyktatorskich rządów Porfiria Diaza sytuacja w stanie uległa poprawie. Doszło wtedy wreszcie do pewnego uspokojenia sytuacji społecznej i politycznej. Rolnictwo i górnictwo pozostawały najważniejszą częścią gospodarki regionu. Kiedy w 1908 r. przeciwko Diazowi wystąpił lider opozycji Francisco Madero, poparcia udzielili mu przedstawiciele stanu. Kiedy Diaz zdecydował się kandydować w wyborach prezydenckich w 1910 r. Hidalgo stanęło po stronie sił rewolucyjnych Madera, które zbuntowały się przeciwko machinacjom wyborczym Diaza. Madero okupował wówczas stolicę stanu w Pachuca. Przez następne kilka lat toczyły się tu walki pomiędzy walczącymi o władzę stronnictwami. W latach 20. XX w. miały tu miejsce starcia pomiędzy armią federalną a ruchem katolickim o nazwie cristero, który walczył z antyklerykalnymi rozporządzeniami rządu.

## Warunki geograficzne i klimatyczne
Obszar stanu można podzielić na trzy różne części. Pierwszą z nich jest żyzna równina na północy – Huasteca. W środkowej części stanu znajdują się tereny górzyste. Na południu leży rozległa wyżyna. Przez region Huasteca przepływają następujące rzeki: Calabozos, Amajac, Candelaria i Hules. Wszystkie one wpływają do Pánuco, która ma swoje ujście w Zatoce Meksykańskiej. Z ważniejszych rzek górskich można wymienić płynącą przy granicy ze stanem Querétaro Moctezumę. Rzeka Tula przecina Dolinę Mezquital. 
Średnia temperatura w tym rejonie wynosi 16 °C. Temperatura może się wahać od 9 do 32 °C. Średnia roczna opadów na wysokości 2000 m wynosi 578 mm.
W skład fauny wchodzą m.in.: jaguary, kojoty, skunksy i jeżozwierze. Można tu także spotkać grzechotniki i wiele gatunków jaszczurek.
20 km od stolicy stanu znajduje się Park Narodowy El Chico, w skład którego wchodzą duże kompleksy leśne.

## Gospodarka
Większość działalności przemysłowej koncentruje się wokół zachodniej części stanu. Wytwarza się tu głównie tekstylia oraz artykuły budowlane. Duże znaczenie ma też rolnictwo
Największe znaczenie dla uprawy roli ma region La Huasteca, w którym występują dosyć obfite deszcze i żyzne gleby. Uprawia się tu m.in.: trzcinę cukrową, jęczmień, pszenicę, fasolę, paprykę i kawę. Hoduje się także bydło i trzodę chlewną.
W suchych i skalistych częściach Hidalgo, gdzie niemożliwe jest nawadnianie, uprawia się agawę, która służy do wyrobu napoju alkoholowego o nazwie pulque.
Hidalgo jest bogate w różne surowce mineralne. Występują tu m.in. ołów, cynk i żelazo. Wydobywa się również marmur. Region słynie też z gorących źródeł.

## Główne miasta
- Huejutla de Reyes
- Ixmiquilpan
- Pachuca
- Tula de Allende
- Ciudad Sahagun
- Tepeji de Ocampo
- Tizayuca
- Tulancingo
- Progreso de Álvaro Obregón

## Galeria

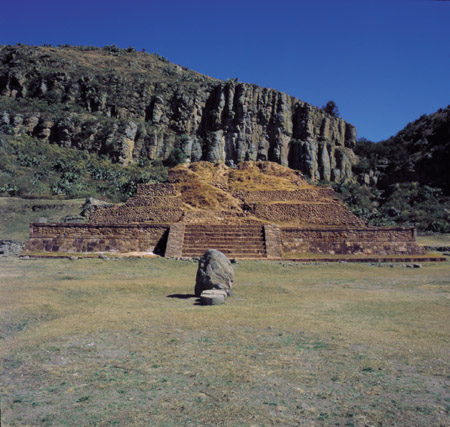
Huapalcalco
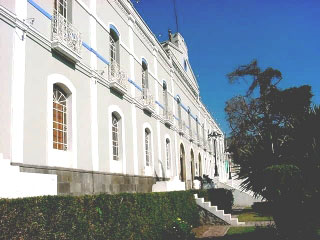
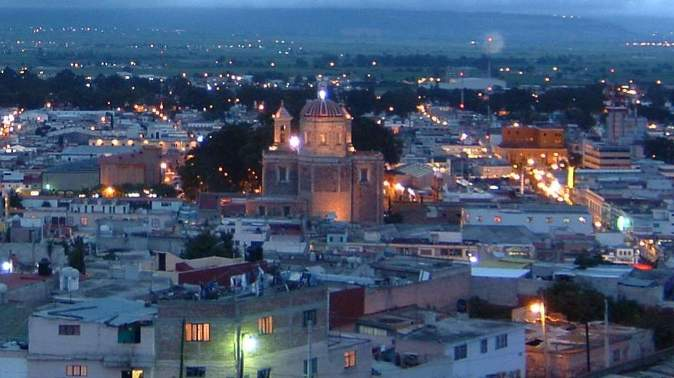
Tulancingo